# The Philadelphia Inquirer
«Филадельфия инкуайрер» (англ. The Philadelphia Inquirer переводится как «Филадельфийский осведомитель») — американская газета.
| Год  | В будний день | Воскресный выпуск |
| ---- | ------------- | ----------------- |
| 1936 | 280 093       | 369 525           |
| 1938 | 345,422       | 1 035 871         |
| 1968 | 648 000       | 905 000           |
| 1984 | 533 000       | 995 000           |
| 1990 | 511 000       | 996 000           |
| 1999 | 402 000       | 802 000           |
| 2002 | 373 892       | 747 969           |
| 2006 | 350 457       | 705 965           |
| 2007 | 338 049       | 645 095           |

## История
Подобно большинству американских газет, создана как региональное издание.
Впрочем, концепция регионального СМИ не помешала ей стать одной из влиятельнейших газет страны. Основана Джоном Уокером и Джоном Норвеллом в июне 1829 года под названием The Pennsylvania Inquirer и входит в тройку старейших газетных брендов США. Брендом владеет группа Philadelphia Media Holdings LLC.
Газета занимает 11 место в стране по тиражу и 18 раз была лауреатом престижной Пулицеровской премии.

## Спорт
В 1959 году газета выступила организатором матча СССР — США по лёгкой атлетике.